# Fédération américaine de handball
La Fédération américaine de handball (en anglais : United States of America Team Handball - USATH) est une fédération sportive américaine chargé de la gestion, de l'organisation et de la promotion du handball aux États-Unis et basé à Colorado Springs. La fédération est membre de l'IHF depuis 1963.
L'USATH est représentées dans les compétitions internationales par les équipes américaines masculine et féminine.

## Histoire
Les États-Unis participent au premier championnat du monde de handball (à onze) en 1936, à Berlin.
Dans les années 1950, plusieurs clubs de la région de New York et du New Jersey. Les décennies suivantes permettent aux États-Unis de s'inscrire un peu plus sur la scène internationale. En 1963, la fédération devient membre de la Fédération Internationale de Handball (IHF). L'année suivante, l'équipe masculine participe au championnat du monde en Tchécoslovaquie. En 1967, la fédération devient membre du comité olympique américain et en 1972 participe aux Jeux de Munich, dont le handball à 7 fait son apparition au programme.
En 2006, la fédération est exclu du comité olympique américain pour des raisons financières, avant d'être réintégrée en 2008. 